# 光禄勲
光禄勲（こうろくくん）は、古代の中国にあった官職の一つである。

## 秦・前漢
九卿の1つ。秦において、宮殿における脇の門（「掖門」）の守衛を管轄した郎中令を起源とする。属官には、大夫、郎、謁者があった。
前漢でも引き続き置かれ、武帝の太初元年（紀元前104年）に、光禄勲と改称された。属官は、秦代の3属官に加え、期門、羽林が加えられた。
- 大夫 - 「論議」、すなわち朝廷での政策進言等を管轄[1]。太中大夫（秩禄比千石）、諫大夫（武帝が元狩5年（紀元前118年）に設置。秩禄比八百石）、中大夫（太初元年に光禄大夫と改称。秩禄比二千石）がある[1]。定員は無く、多いときは数十人置かれた[1]。
- 郎 - 宮門の守衛を管轄し、皇帝の巡幸の際には車騎に乗った[1]。議郎、中郎（秩禄比六百石）、侍郎（秩禄比四百石）、郎中（秩禄比三百石）がある[1]。定員は無く、多いときは千人置かれた[1]。
  - 中郎将 - 五官、左、右の3将がある（いずれも秩禄比二千石）[1]。
  - 郎中将 - 車、戸、騎の3将がある（いずれも秩禄比千石）[1]。
- 謁者 - 迎賓等を管轄。定員は70人。秩禄比六百石[1]。
  - 謁者僕射 - 秩禄比千石[1]。
- 期門 - 武帝が建元3年（紀元前138年）に設置。護衛兵を統括[1]。定員は無く、多いときは千人置かれ、地位は郎と同格であった[1]。期門には僕射も置かれた。平帝の元始元年（1年）に虎賁郎と改称された[1]。
  - 虎賁中郎将 - 元始元年設置（秩禄比二千石）[1]。
- 羽林 - 武帝が太初1年に設置。期門より低位である[1]。皇帝の警護を担当。最初は建章営騎と呼んだが、後に羽林騎と改められた[1]。従軍して戦死した者の子孫を羽林として養成し、5種類の武器（「五兵」）を訓練させ、これを羽林孤児と呼んだ[1]。羽林には、令、丞が置かれた[1]。
  - 羽林中郎将、羽林騎都尉 - 宣帝の時代に羽林を監督するために置いた[1]。秩禄比二千石[1]。

## 後漢以降
後漢でも、引き続き光禄勲が置かれた。秩禄は中二千石。丞1人（比千石）を置く。属官は以下のようになっている（括弧内は秩禄。人数を書いていないものは、定員無し）。郎官は宮中を守衛し、皇帝が巡幸するときは車騎に同乗した。大夫、議郎は、顧問や応対を掌り、有事ではないときは詔令の使者となった。
- 五官中郎将1人（比二千） - 五官中郎（比六百） - 五官侍郎（比四百） - 五官郎中（比三百）
- 左中郎将（比二千） - 中郎（比六百） - 侍郎（比四百） - 郎中（比三百）
- 右中郎将（比二千） - 中郎（比六百） - 侍郎（比四百） - 郎中（比三百）
- 虎賁中郎将（比二千） - 左右僕射各1人、左右陛長各1人、虎賁中郎（比六百） - 虎賁侍郎（比四百） - 虎賁郎中（比三百） - 節従虎賁（比二百）
- 羽林中郎将（比二千） - 羽林郎（比三百）
- 羽林左監1人（六百） - 羽林左監丞1人
- 羽林右監1人（六百） - 羽林右監丞1人
- 奉車都尉（比二千）
- 駙馬都尉（比二千）
- 騎都尉（比二千）
- 光禄大夫（比二千）
- 太中大夫（千）
- 中散大夫（六百）
- 諫議大夫（六百）
- 議郎（六百）
- 謁者僕射1人（比千） - 常侍謁者5人（比六百） - 給事謁者（四百）、灌謁者（比三百）計30人

三国時代の各国や西晋でも引き続き置かれた。